# Neupetershain
Neupetershain es un municipio situado en el distrito de Alto Bosque del Spree-Lusacia, en el estado federado de Brandeburgo (Alemania), a una altura de 120 metros. Su población a finales de 2016 era de 1200 habs. y su densidad poblacional, 60 hab/km².